# Puja Bahri
Puja Bahri (även stavat Pooja Bahri), född 1974, är en indisk konstnär. Hon arbetar med flera konstformer, såsom måleri, digital konst, videokonst och skulptur, ofta med en blandning av figurativ och abstrakt form.
Bahris  verk har visats på flera grupp- och soloutställningar nationellt och internationellt. Hon vann förstapriset i videokategorin vid Florensbiennalen 2011.
Puja Bahri grundade, tillsammans med arkitekten Archana B. Sapra, Arts 4 All (A4A), en ideell verksamhet med syfte att hjälpa nya konstnärer från alla delar av samhället att utveckla sitt skapande och nå ut med sina verk.
Hon är bosatt i Delhi.